# Alexander Domínguez
Alexander Domínguez Carabalí (Tachina, 1987. június 5. –) ecuadori válogatott labdarúgó, az LDU Quito kapusa.

## Statisztika

### A válogatottban
| Válogatott | Év       | Pályára lépés | Gól |
| ---------- | -------- | ------------- | --- |
| Ecuador    | 2012     | 8             | 0   |
| Ecuador    | 2013     | 8             | 0   |
| Ecuador    | 2014     | 6             | 0   |
| Ecuador    | 2015     | 11            | 0   |
| Ecuador    | 2016     | 8             | 0   |
| Ecuador    | 2018     | 5             | 0   |
| Ecuador    | 2019     | 5             | 0   |
| Ecuador    | 2020     | 4             | 0   |
| Ecuador    | 2021     | 5             | 0   |
| Ecuador    | 2022     | 6             | 0   |
| Összesen   | Összesen | 66            | 0   |